# ヘルマン (ブランデンブルク辺境伯)
ヘルマン長身伯（ドイツ語：Hermann der Lange, 1275年ごろ - 1308年2月1日）は、ブランデンブルク＝ザルツヴェーデル辺境伯（在位：1298年 - 1308年）。

## 生涯
ヘルマンはブランデンブルク＝ザルツヴェーデル辺境伯オットー5世とユーディト・フォン・ヘンネベルク（ヘンネベルク伯ヘルマン1世の娘）の間の息子である。1298年に父オットー5世が死去し辺境伯位を継承し、父の従兄弟ブランデンブルク＝シュテンダル辺境伯オットー4世とともにブランデンブルクを支配した。1301年にピャスト家のヤヴォル公ボルコ1世スロヴィが死去した後、ボルコ1世の子供たちの後見人となった（ボルコ1世の妃ベアトリクスはヘルマンの姉）。
1308年、ブランデンブルクとメクレンブルク公との間で戦争が勃発した（北ドイツ辺境伯戦争）。ヘルマンとオットー4世はメクレンブルクに侵攻したが、ヘルマンはリューブの包囲戦の際に戦死した。ヘルマンはレーニン修道院に埋葬された。

## 結婚と子女
1295年、ヘルマンはローマ王アルブレヒト1世の娘アンナと結婚し、以下の子女をもうけた。
- アグネス（1297年頃 - 1334年） - 1309年にブランデンブルク辺境伯ヴァルデマールと結婚、1319年にブラウンシュヴァイク＝ゲッティンゲン公オットーと結婚
- マティルデ（1323年没） - 1310年にグウォグフ公ヘンリク4世ヴィエルヌィと結婚
- ユッタ（ユーディト）（1301年 - 1353年） - 1318年にヘンネベルク伯ハインリヒ8世と結婚
- ヨハン5世（1302年 - 1317年） - ブランデンブルク辺境伯（1308年 - 1317年）